# Ultimate Spider-Man
Cet article concerne la bande dessinée. Pour la série télévisée d'animation, voir Ultimate Spider-Man (série télévisée d'animation).
 (août 2021).
Si vous disposez d'ouvrages ou d'articles de référence ou si vous connaissez des sites web de qualité traitant du thème abordé ici, merci de compléter l'article en donnant les références utiles à sa vérifiabilité et en les liant à la section « Notes et références ».
Ultimate Spider-Man est une série de l'univers Ultimate Marvel, une version modernisée du personnage de Spider-Man visant à conquérir un public parfois rebuté par quarante ans de continuité. La série a débuté en octobre 2000 avec un scénario de Brian Michael Bendis et des dessins de Mark Bagley. Stuart Immonen a repris le dessin à partir du numéro 111.

## Histoire

### Pouvoirs et responsabilités
Peter Parker est un adolescent de 14 Ans. Depuis qu'il a perdu ses parents, il vit avec son oncle Ben et sa tante May. Lors d'une visite avec sa classe dans les entreprises Oscorp, une araignée génétiquement modifiée mord Peter. Après s'être senti mal quelques jours, il se rend compte que cette araignée lui a donné une force surhumaine, la faculté de s'accrocher aux murs et un « sixième sens » qui le prévient des dangers. Il décide alors d'utiliser ses nouveaux talents en participant à des combats de catch pour aider son oncle et sa tante qui ont des soucis financiers.
Mais lorsque son oncle est assassiné par un bandit qu'il avait refusé d'arrêter quelque temps plus tôt alors qu'il avait l'occasion, il décide de mettre ses pouvoirs au service des autres et de devenir un hero. Spider-Man est né. Sa devise, qu'il tient de son oncle Ben, est : « De grands pouvoirs impliquent de grandes responsabilités ».

### Ultimate Marvel Team-Up
Ultimate Spider-Man était le personnage principal d'Ultimate Marvel Team-Up, série dans laquelle il côtoyait d'autres personnages de Marvel modernisés. Depuis la fin de la série, les apparitions de nouvelles versions de personnages Marvel se sont multipliées dans la série mère.

### Face-à-Face
Peter Parker doit faire face aux Docteurs Connors et Octavius, qui vont s’attaquer à Spider-Man sous les traits du Lézard et du Docteur Octopus. Peter rencontre Nick Fury et Gwen Stacy.

### Verdict
Peter fait face à un malfaiteur habillé en habits de Spider-Man. La rencontre de Peter avec Eddie Brock lui permet d’en apprendre davantage sur ses parents, mais aboutit également à la création de Venom le symbiote .

### Les rencontres
Peter rencontre davantage de super-héros, notamment la black cat et Elektra.

### Ultimate Six
Spider-Man se joint aux Ultimates pour faire face à six malfaiteurs qui se sont échappés de prison. Gwen Stacy apprend l'identité secrète de Spider-Man.

### Carnage
Des expériences menées par le Docteur Connors sur l’ADN de Peter se déroulent horriblement mal. Gwen Stacy trouve la mort. Peter rencontre Wolverine, la Torche humaine et divers super-héros.

### Le Super Bouffon
Harry Osborn est de retour au lycée, il se souvient de tout et dit être soigné, cependant Peter se rend très vite compte que Harry n'est pas normal, il met en garde Mary Jane pour la protéger, cependant le danger est tout proche car l'explosion d'Oscorp qui a transformé Norman en Bouffon Vert ultime a aussi atteint Harry, qui se métamorphose alors en super bouffon vert, Peter le combat en pleine rue, il aperçoit Mary Jane juste à côté et se dépêche de la mettre à l'abri, finalement Harry sera mis hors-course par le SHIELD, après une confrontation avec Nick Fury, Peter rentre chez lui et décide de rompre avec Mary Jane, car elle est allée voir Harry malgré ses avertissements et sera toujours en danger tant qu'ils sont ensemble.

### La Saga du clone
Après avoir déjoué les plans du Caïd, Peter retrouve Mary-Jane dans un centre commercial, cependant ils sont vite interrompus par l'attaque du Scorpion, après s’être assuré que Mary Jane se soit en allée, Peter l'affronte et le met K.O. En lui retirant son masque, il constate avec stupeur que c'est lui le scorpion, complètement paniqué, il décide de l’emmener chez les 4 Fantastiques, qui montrent qu'il s'agit là d'un clone. Peter rentre chez lui, mais les problèmes continuent, en effet MJ a disparu, il pense tout d'abord à une fugue et se rend à l’entrepôt où ils ont l'habitude de se retrouver, mais il va tomber sur un autre clone de lui-même, Spider-Woman, un clone féminin de Peter. MJ a en fait été capturé par un troisième clone, dans ce qui reste de l'usine Oscorp, ce clone cherche en effet à infecter MJ avec l'Oz, la sérum qui a donné les pouvoirs de spider-man et du bouffon vert. Pendant ce temps Peter qui cherche toujours Mary Jane, se rend dans son ancienne maison, et il tombe sur Gwen Stacy, qui ne comprend pas pourquoi il a déménagé, tante May arrive elle aussi, et devant la gravité des faits, Peter lui révèle son identité, c'est alors que Richard Parker, que l'on pensait mort, apparaît lui aussi, et explique qu'il faisait partie d'un programme secret visant à réussir le clonage, Gwen stacy n'est donc qu'un clone, mais ils sont alors interrompu par Nick Fury et une armé de robots anti-Hulk du SHIELD, ayant eu vent des expériences de clonage sur Peter, il décide en effet de venir l’arrêter. Le clone de Gwen Stacy se transforme alors en Carnage, le monstre qui l'a tuée, et s'attaque au SHIELD, May Parker fait une crise cardiaque, et alors que Gwen est maîtrisé et que Peter est arrêté, les 4 Fantastiques interviennent, suivi par Spider-Woman, qui enlève Peter et lui explique ce qu'elle sait. Ils étaient 4 clones de Peter dans un établissement tenu secret, tous créés par le Dr. Ben Reilly, cependant le jour où Gwen s'est transformé en carnage et s'est échappé, les clones ont fait de même. À l'usine Oscorp, le clone défiguré qui a enlevé MJ est attaqué par le quatrième clone, qui lui a six bras, mais ce dernier est vite mis K.O, et Mj est alors transformé par l'Oz. En voyant le vrai Peter, elle finit par redevenir humaine et perd connaissance, tout s’éclaire alors : le responsable de ce projet est Otto Octavius, c'est lui qui a conçu ces clones, cependant Nick Fury, furieux de ne pas avoir été mis au courant de ce projet par le gouvernement, décide de laisser Peter et les clones s'occuper d'Otto, qui révèle son vrai pouvoir : contrôler le métal. Dans cet affrontement, seuls Peter et son clone féminin survivent, une fois Otto arrêté pour de bon, Peter amène MJ chez les Fantastiques, qui réussissent à la soigner. Dans le même temps Peter apprend, bien qu'il s'en doutait, que son père n’était en fait qu'un clone de lui-même, mais qui avait vieilli trop vite. Peter et MJ finissent par se remettre ensemble, et Spider-Woman s'éloigne de New York quelque temps, le temps de faire le point entre les souvenirs de Peter qu'elle a et sa propre identité.

### Mort d'un Bouffon
Le bouffon vert arrive à s'échapper de la prison du SHIELD avec l'intention de retrouver son fils, Harry Osborn. Harry, protégé par le SHIELD, tourne une émission diffusée uniquement sur le téléviseur de son père où il dénonce tous les crimes de son père. C'est en fait un piège pour attirer le bouffon vert. Finalement, le Bouffon Vert tuera le Super-Bouffon (Harry Osborn) dans un accès de colère. Cette série marque les débuts du dessinateur Stuart Immonem.

### La guerre des symbiotes
Johnny Storm passe voir Spider-Man ainsi que Mary Jane au lycée et leur propose de se réunir un soir sur la plage. Pendant ce temps, Liz se sent de plus en plus mal à l'aise. Lors de la soirée, Liz prend feu et devient une Torche Humaine. Elle rencontre Iceberg et les X-Men mais aussi Magnéto. Elle choisit de rejoindre les X-Men. On apprend aussi que le père de Liz est Le Blob.

### Le Nouveau Spider-Man (la mort de Spider-Man)
Spider-Man, s'étant pris une balle destinée à Captain America, meurt ensuite après son combat contre les Sinisters Six, notamment après avoir balancé un camion sur le Bouffon Vert.
Un nouveau Spider-Man débarque alors en ville, dont on ne sait que peu de choses : Son nom est Miles Morales, il est latino-afro-américain, originaire de Brooklyn et il porte un nouveau costume noir et rouge sang. Il se serait fait mordre par une araignée en allant chez son oncle Aaron:(qui est un mechant nome le rodeur), et celle-ci l'aurait doté des mêmes pouvoirs que Peter, et plus. Plus tard, Peter est revu confirmant peut-être ce que Norman avait dit : le sang d'Oz donne l'immortalité. 

## Pouvoirs et équipement
- Spider-Man a une force, une agilité, des réflexes et un sens de l'équilibre surhumain, il est capable de soulever une voiture à bout de bras. Il peut aussi, tel une araignée, s'accrocher aux murs et aux plafonds, et il possède un sixième sens qui l'avertit en cas de danger.
- Grâce aux travaux de son papa, il a pu synthétiser une colle qui lui sert de toile, qu'il projette grâce aux lance-toiles fixés à ses poignets. C'est un scientifique accompli malgré son jeune âge.
- Spider-Man est aussi immunisé aux facultés des vampires de boire le sang : le sien, modifié en même temps que son ADN lors de sa mutation, ne revitalise pas les vampires comme le ferait le sang d'un humain normal. Tout vampire qui le mord recrache aussitôt son sang.(sauf morlun)
- Avec le costume de Venom toutes ces capacités s'en sont trouvées améliorées, et il a même pu émettre de la toile organique, jusqu'à ce qu'il s'en débarrasse.

## Personnages

### Héros
- Peter Parker/Spider-Man : Adolescent brillant et solitaire qui devient l'homme araignée après avoir été mordu par l'une d'elles. Il devra apprendre à concilier sa vie privée et son devoir de super héros.

### Alliés
- Mary-Jane Watson : Camarade de classe de Peter, elle reste un temps sa petite amie avant qu'il ne décide de la quitter, car il ne supporte plus de la voir en danger. Peter se remet cependant avec elle, à la suite de la saga des clones.
- Gwen Stacy : Camarade de Peter et également au courant de son identité, elle vit chez celui-ci depuis la mort de son père. Elle est tuée par Carnage, mais est ressuscitée plus tard. Elle est la petite amie de Peter après les événements d'Ultimatum.
- Tante May : Depuis la mort de Ben Parker, May s'occupe seule de Peter. Elle est à présent sa seule famille. Elle apprend la double identité de son neveu à la suite de la Saga du Clone.
- X-Men : Il les rencontre au cours de ses aventures et noue des liens avec Wolverine qui le fait passer pour un cousin éloigné. Peter est sorti quelque temps avec Kitty Pryde alias Shadowcat; les deux ont ensuite rompu après la fin de la saga des clones. Bobby Drake viendra habiter chez les Parker, quasiment en même temps que Johnny Storm, après la dissolution des X-Men.
- Fantastic Four : Il a rencontré également Johnny Storm, membre des Quatre Fantastiques, durant la courte période où celui-ci fut élève dans son lycée. Ayant les mêmes problèmes, ils se sont liés d'amitié. Les Quatre Fantastiques  ont ainsi aidé Peter à résoudre le mystère de son clone qui était dans un costume de Scorpion… Johnny a d'ailleurs choisi les Parker comme nouvelle famille après la séparation des FF, et a donc emmenagé chez eux.
- Liz Allan : camarade de classe et grande amie de Mary-Jane, Liz a la phobie des mutants car son oncle en était un. Elle se découvre le pouvoir de contrôler le feu et intègre ensuite l’école des X-Men.
- Nick Fury : Le directeur du SHIELD a aidé Spider-Man plusieurs fois au cours de ses aventures, mais on ne peut pas dire que les deux personnages s'aiment beaucoup. Encore moins depuis que Nick a dit à Peter qu'il appartiendrait au SHIELD le jour de ses 18 ans (à la suite de sa mutation illégale) et aussi depuis que Peter lui a mis un coup de poing. Nick Fury a ensuite avoué à Peter qu'il craignait que celui-ci craque et devienne le prochain super-vilain, mais à la suite de la saga des clones, Nick Fury avoue qu'il avait tort au sujet de Peter et qu'il risque de devenir un des plus grands héros que la Terre ait connu. C'est lui qui le trouva après la mort de ses parents.
- Flash Thompson : condisciple de Peter au lycée, Flash est un joueur de basket-ball de l'établissement. Il ne rate pas une occasion de malmener Peter.
- Kenny "Kong" Macfarlane : Ami très proche de Flash Thompson, il passe son temps à se défouler sur Peter. Il sera cependant l'un des premiers à faire le rapprochement entre la morsure de l'araignée sur Peter et l'apparition de Spider-man. Il deviendra par la suite le petit ami de la X-men Kitty Pride, et fera partie du cercle d’amis de Peter.

### Autres personnages
- J. Jonah Jameson : rédacteur en chef du Daily Bugle. Il voue une haine féroce à Spider-Man.
- Harry Osborn : ami de Peter et fils de Norman Osborn.
- Ben Urich : journaliste au Daily Bugle.
- Betty Brant : journaliste se chargeant à contrecœur du site web du Daily Bugle, elle sera remplacée par Peter.
- Yuri Watanabe : policière qui semble soutenir Spider-Man mais qui est en réalité sous les ordres du Caïd.

### Ennemis
- Le Bouffon Vert : Norman Osborn a créé l'Oz, le produit injecté à l'araignée qui a donné ses pouvoirs à Peter. Après avoir remarqué les nouvelles facultés du jeune Peter, il décide de tenter l'expérience sur lui, et devient ainsi le Bouffon. Il finira par venir à bout de Parker, dans l'arc Death Of Spider-Man, dans le #160 pour être précis. Il est à la fois le premier ennemi de l'Araignée et son ennemi juré.
- Dr Octopus : Scientifique, associé de Norman Osborn, les quatre bras métalliques qu'il utilisait lors de ses expériences se sont soudés à son corps lors de l'accident qui devait donner des super-pouvoirs à Osborn.
- Le Caïd : Il est le chef de la pègre New-Yorkaise. Peter refuse d'accepter qu'un tel meurtrier puisse rester en liberté uniquement grâce à son argent et s'est juré de tout faire pour l'envoyer en prison.
- Shocker : Shocker n'est en fait qu'un criminel qui s'est confectionné 2 gadgets accrochés à ses mains pour électrocuter ses ennemis. Il s'avère en général un adversaire peu dangereux, que Spider-Man a vite fait de vaincre la plupart du temps.
- Venom : Venom est en vérité Edward Brock Jr. dont le père et celui de Peter travaillaient ensemble sur le projet Venom qui est un costume liquide qui protège du cancer. Peu après que Peter l'a porté, Eddie s'est à son tour injecté la substance.
- Carnage : Carnage est le fruit de l'expérience du Dr Curt Connors, il est né grâce aux échantillons de l'ADN de Peter qui contenaient un peu du symbiote.
- Electro : Electro est un des gardes du corps du Caid, capable de générer de grandes quantités d'électricités. Ses pouvoirs  viennent des expériences de Justin Hammer.

Spider-Man a affronté de nombreux autres ennemis, tels Kraven le Chasseur, Hammerhead, le Vautour, Deadpool, Silver Sable, le Scorpion (qui se révèlera être son clone), le Super-Bouffon, le R.H.I.N.O. et Mysterio.

## Publication
La série Ultimate Spider-Man est publiée en France par Panini dans la revue du même nom, ainsi que dans des magazines en librairie, chez Marvel Deluxe et Best Comics. Ils compilent plusieurs tomes sortis aux États-Unis.
La première saison s'est terminée au tome 133 et la deuxième parait avec le même éditeur. Ultimates hors série 10 : Requiem fait la transition entre les deux séries. La troisième saison débute après la mini-série Ultimate Post Mortem, qui elle-même fait suite à La Mort de Spider-Man.

### Albums Marvel Deluxe
1. Pouvoirs et responsabilités, avril 2007 :
  - « Pouvoirs et responsabilités » (tomes 1–7)
  - « Learning Curve » (tomes 8–13)
2. Face-à-Face, mars 2008 :
  - « Face-à-Face » (tomes 14–21)
  - « Legacy » (tomes 22–27)
3. Verdict, juin 2009 :
  - « Verdict » (tomes 28–32)
  - « Venom » (tomes 33–39)
4. Irresponsable, février 2010 :
  - « Irresponsable » (tomes 40–45)
  - « Injustice » (tomes 47–49)
  - « Griffes » (tomes 50–53)
5. Ultimate Six, juin 2011 :
  - « Après la bataille » (tome 46)
  - « Ultimate Six » (sept tomes)
  - « Hollywood » (tomes 54-59)
6. Carnage, juin 2012 :
  - « Carnage » (tomes 60–64)
  - « Superstars » (tomes 65–71)
7. Le Super-Bouffon, août 2013:
  - «Le Super-Bouffon » (tomes 72–78)
  - «Guerriers » (tomes 79–85)
8. Silver Sable, mai 2014 (tomes 86–96, Annuels 1 et 2)
9. La Saga du clone, mai 2015 (tomes 97–105)
10. Mort d’un bouffon, juin 2016 (tomes 106–117)
11. La Guerre des symbiotes (tomes 118–128, Annuel 3, Requiem)
12. Ultimatum, janvier 2018 (tomes 129-133)

### Albums Best comics
1. La Grande alliance : tomes 106 à 111
2. La Mort d’un Bouffon : tomes 112 à 117
3. Spider-Man et ses incroyables amis : tomes 118 à 122
4. La Guerre des symbiotes : tomes 123 à 128

### Albums Panini Comics
1. Pouvoirs et responsabilités  (tomes 1 à 13)
2. Dans la gueule du loup (tomes 14 à 27)
3. Venom (tomes 28 à 39 + Iron Fist 1/2)
4. La Chatte Noire (tomes 40 à 53)
5. Hollywood  (tomes 46 à 59)
6. Carnage (tomes 60 à 69 + Strange 1/2 et 2/2)
7. Le Super-Bouffon  (tomes 72 à 85)
8. Héros des rues
9. La Saga du Clone
10. Mort d'un Bouffon
11. La Guerre des Symbiotes